# Forêts côtières congolaises
Les forêts côtières congolaises forment une région écologique identifiée par le Fonds mondial pour la nature (WWF) comme faisant partie de la liste « Global 200 », c'est-à-dire considérée comme exceptionnelle au niveau biologique et prioritaire en matière de conservation. Elle regroupe trois écorégions terrestres des côtes et des îles tropicales humides du golfe de Guinée :
- les forêts côtières de la Cross, de la Sanaga et de Bioko ;
- les forêts humides des basses terres de Sao Tomé, Principe et Annobón ;
- les forêts côtières équatoriales atlantiques.